# Massilia Sound System
I Massilia Sound System sono un gruppo reggae nato a Marsiglia negli anni '80 che ha sviluppato una versione "provenzale" della musica reggae/rub-a-dub giamaicana attraverso l'utilizzo di liriche in occitano, cosa che li rende immediatamente riconoscibili. Per lungo tempo la loro musica è stata disconosciuta dall'industria musicale, cosa che li ha spinti a fondare una casa di produzione, la Roker promocion. Il gruppo è sempre molto impegnato nella realizzazione di eventi pubblici a Marsiglia
Anche i Massilia hanno contribuito alla rinascita della città, specialmente a partire dal 1990, quando i loro sforzi si sono uniti agli ottimi risultati ottenuti dall'Olimpique Marsiglia e ai contributi di altri membri della scena musicale marsigliese, permettendo così ad un'intera generazione di giovani marsigliesi di essere fieri della propria città e della sua capacità di essere il principale motore culturale della Francia.
Il 14 febbraio 2002 al teatro Toursky di Marsiglia, i membri del gruppo si sono stati insigniti del titolo di Cavalieri dell'ordine dell'arte e delle lettere, una delle più importanti onorificenze civili francesi.
Il 18 luglio del 2008 è deceduto all'età di 47 anni Lux-B (all'anagrafe Lux Bottè), che da più di un anno combatteva contro il cancro.
Figura carismatica ed emblematica del gruppo, l'MC lascia la "chourmo" con un incolmabile vuoto.

## Discografia
- Rude et souple (demo K7)
- Vive le PIIM (demo K7)
- Parla Patois (1992)
- Chourmo (1993)
- Commando Fada (1995)
- On met le òai partout (live, non ristampato), 1996)
- Aïolliwood (1997)
- Marseille London Experience (remixato con Mad Professor and The Robotiks, 1999)
- 3968 CR 13 (2000)
- Occitanista (2002)
- Massilia fait tourner (live, 2004)
- Oai e libertat (2007)
- Massilia (2014)
- Sale Caractère (2021)

## Membri del gruppo
- Papet J "Jali" : MC
- Moussu T "Tatou" : MC
- Gari Greu: MC
- DJ Kayalik: DJ, compositore
- Janvié: Tastiere
- Blu: Chitarra